# Hegge stavkirke
Hegge stavkirke er en stavkirke fra 1216 eller noget senere, i bygden Hegge i Øystre Slidre kommune i Innlandet. Kirken er første gang nævnt i skriftlige kilder i 1327, mens årringdatering af tømmeret som er brugt i kirken indikerer at kirken er fra 1216.
Indgangsportalen til kirkerummet fra våbenhuset består af et to-etagers højt udskåret relief i tre med ornamenter. 
Inde i kirken er der en runeinskription i en af søjlerne.